# Saint-Vivien-de-Médoc
 Saint-Vivien-de-Médoc  es una población y comuna francesa, situada en la región de Aquitania, departamento de Gironda, en el distrito de Lesparre-Médoc y cantón de Saint-Vivien-de-Médoc.

## Demografía
| 1027 | 1018 | 1096 | 1161 | 1282 | 1365 |
| Para los censos de 1962 a 1999 la población legal corresponde a la población sin duplicidades (Fuente: INSEE [Consultar]) |      |      |      |      |      |